# Podsmreka pri Višnji Gori
Podsmreka pri Višnji Gori este o localitate din comuna Ivančna Gorica, Slovenia, cu o populație de 33 de locuitori.